# Движение морей зависит от Кормчего
«Движение морей зависит от Кормчего» (кит. упр. 大海航行靠舵手, пиньинь Dàhǎi hángxíng kào duòshǒu) — популярная китайская песня времён Культурной революции, написанная поэтом Ли Ювэнем и композитором Ван Шуанъинем в 1964 году, Чжоу Эньлаем в начальную редакцию песни были внесены некоторые изменения. За счёт простого запоминающегося мотива, песня получила широкое распространение как в КНР, так и в маоистских партиях и организациях, и была переведена на несколько иностранных языков.

## История
В начале 1960-х годов по всему Китаю началось активное изучение произведений Мао Цзэдуна. Энтузиазм рабочих, крестьян и солдат, желающих изучать теорию Мао, воодушевил композитора Ван Шуанъиня, работавшего в Харбинском университете. Он предложил своему коллеге, лирику Ли Ювэню, написать песню, которая бы прославляла идеи Мао. Весной 1964 года они вдвоём написали такую песню, которая первоначально называлась «Революция, основанная на мысли Мао Цзэдуна». Впервые она была исполнена на «Втором Харбинском летнем концерте» в том же году, что на какое-то время произвело фурор.
В июне 1964 года, когда Чжоу Эньлай принимал в Харбине северокорейского политика Цой Ен Гена, Ван Шуанъинь спел песню на концерте, организованном в честь визита в КНР иностранного гостя. После концерта, Чжоу Эньлай принял автора и высказал ему своё восхищение: «Эта песня написана хорошо, мелодия живая, и лирика яркая!» Он также предложил внести некоторые изменения в текст и мелодию, которые были приняты.
Ван Цзинчжи, бывший заместитель директора Департамента литературы и искусства Центрального телевидения Китая, также одобрил песню, но предложил поменять её название на более яркое, которое соответствовало бы её стилю. Ван Шуанъинь согласился с ним и изменил название на «Движение морей зависит от Кормчего», под которым песня получила широкую известность в Китае и за его пределами.
Линь Бяо, заместитель Председателя КНР, использовал название песни в своей надписи «Движение морей зависит от Кормчего, и революция зависит от Мао Цзэдуна». Для самого Ван Шуанъиня популярность его творения впоследствии обернулась проблемами — после окончания Культурной революции он был обвинён в связях с Линь Бяо и «бандой четырёх», и исключён из КПК, восстановившись в партии лишь в 1987 году.

## Текст
| Традиционные иероглифы | Упрощённые иероглифы | Пиньинь | Перевод |
| --- | --- | --- | --- |
| 大海航行靠舵手， 萬物生長靠太陽。 雨露滋潤禾苗壯， 幹革命靠的是毛澤東思想。 魚兒離不開水呀， 瓜兒離不開秧。 革命群衆離不開共產黨。 毛澤東思想是不落的太陽。 | 大海航行靠舵手， 万物生长靠太阳。 雨露滋润禾苗壮， 干革命靠的是毛泽东思想。 鱼儿离不开水呀， 瓜儿离不开秧。 革命群众离不开共产党。 毛泽东思想是不落的太阳。 | Dàhǎi hángxíng kào duòshǒu, Wànwùshēng zhǎng kào tàiyáng. Yǔlù zīrùn hémiáo zhuàng, Gàn gémìng kào de shì Máo Zédōng sīxiǎng. Yú'ér lí bùkāi shuǐyā, Guā'ér lí bùkāi yāng. Gémìng qúnzhòng lí bùkāi Gòngchǎndǎng. Máo Zédōng sīxiǎng shì bùluò de tàiyáng. | Движение морей зависит от Кормчего, Жизнь и рост зависят от Солнца. Дождь и капли росы питают посевы, Создание революции зависит от мысли Мао Цзэдуна. Рыба не может покинуть воду, И дыни не покидают лозы. Революционные массы не могут обойтись без Коммунистической партии. Мысль Мао Цзэдуна — это Солнце, которое сияет вечно. |